# Даугедайское староство
Даугедайское староство (лит. Daugėdų seniūnija) — одно из 5 староств Ретавского самоуправления, Тельшяйского уезда Литвы. Административный центр — деревня Даугедай.

## География
Расположено на западе Литвы, в западной части Ретавского самоуправления, на Западно-Жемайтском плато Жемайтской возвышенности
Граничит с Мядингенайским староством на востоке и северо-востоке, Ретавским — на юге и юго-западе, и Сталгенайским староством Плунгеского района — на западе и севере.

## Население
Даугедайское староство включает в себя 4 деревени:
- Виткай (лит. Vitkai);
- Даугедай (лит. Daugėdai);
- Гудаляй (лит. Gudaliai);
- Кунгяй (лит. Kungiai).[1][7]